# Romance de Alejandro

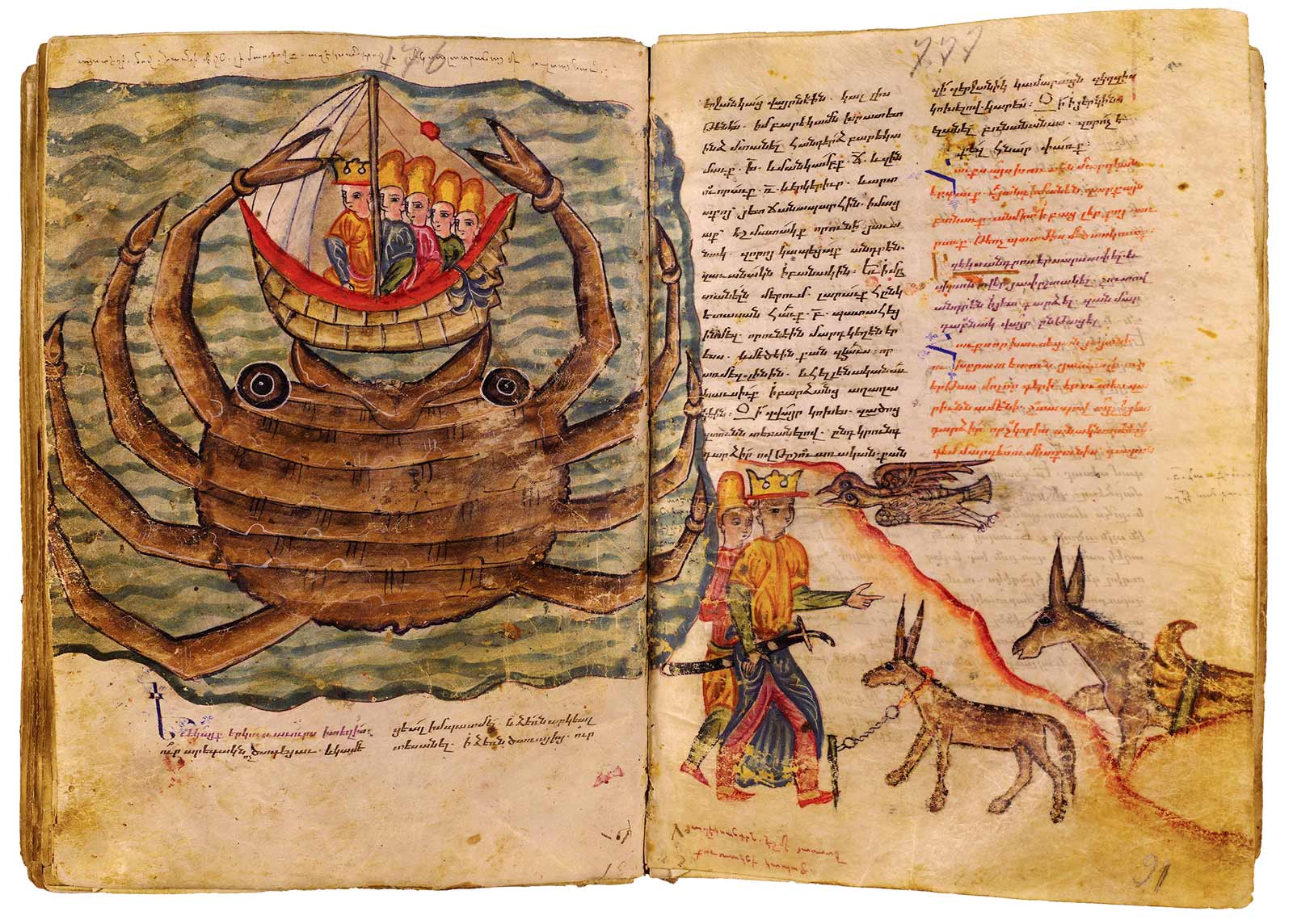
Manuscrito armenio de un Romance de Alejandro.

Romance de Alejandro es un género literario en el que se enmarcan una serie de textos sobre una biografía legendaria de Alejandro Magno. Incluye cualquiera de un conjunto de leyendas sobre la carrera de Alejandro Magno, contadas y recontadas con distinto énfasis y propósito a lo largo de épocas y civilizaciones sucesivas. La principal fuente de toda esta literatura fue Historia Alexandri Magni (Recensio α), una epopeya popular escrita en griego cerca del año 338 d. C., y atribuida a un Pseudo Calístenes, un egipcio helenizado en Alejandría. El romance describe a Alejandro Magno desde su nacimiento, pasando por su sucesión en el trono de Macedonia, sus conquistas, incluida la del Imperio persa, y finalmente su muerte. Aunque está construido en torno a un núcleo histórico, el romance es sobre todo fantástico e incluye muchos relatos milagrosos y encuentros con criaturas míticas como sirenas o centauros.
Esta obra fue ampliamente copiada y traducida, y en diferentes etapas fue acumulando leyendas y elementos fantásticos, y las traducciones y copias que se conservan hacen posible su reconstrucción. En la época premoderna, el romance de Alejandro fue objeto de más de 100 traducciones, elaboraciones y derivaciones a 25 lenguas, incluidas casi todas las lenguas vernáculas europeas y todas las lenguas de las regiones islamizadas de Asia y África, desde Mali hasta Malasia. Algunas de las traducciones más notables se hicieron al copto, ge'ez, persa medio, griego bizantino, árabe, persa, armenio, siríaco y hebreo. Es debido a tan grande variedad de obras distintas derivadas del romance original en griego, que el «romance de Alejandro» se trata a veces como un género literario, en lugar de como una obra única.
Fue traducida al latín por Julio Valerio Alejandro Polemio bajo el título Res gestae Alexandri Macedonis; dividido en tres libros, que se titulaban Ortus, Actus y Obitus (lit., 'nacimiento', 'hechos' y 'muerte'). A su vez este texto fue la base para el Itinerarium Alexandri. La única biografía escrita en latín de Alejandro Magno es Historiae Alexandri Magni Macedonis del historiador romano Quinto Curcio Rufo.
Entre los libros que se enmarcan en este género se encuentran el Alexandreis, sive Gesta Alexandri Magni de Gautier de Châtillon, Alexanders saga de Brandur Jónsson, traducción al nórdico de la anterior, el Libro de Alexandre atribuido a Gonzalo de Berceo, la Historia de preliis Alexandri Magni de León de Nápoles, el Alexanderlied de Lamprecht, Li Romans d’Alixandre de Alexandre de Bernay, el Roman d'Alexandre en prose, el Alexanderroman de Rudolf von Ems, el Buik of Alexander atribuido a John Barbour; entre otros.
La literatura del romance alejandrino declinó a finales del siglo XII y, con el renacimiento de los estudios clásicos durante el Renacimiento, las descripciones históricas desplazaron a los romances sobre Alejandro.

## Trama original
Nectanebo II, el último faraón de Egipto, prevé que su reino caerá en manos de los persas y huye a la corte macedonia. Durante su estancia allí, se enamora de Olimpia, la esposa de Filipo II de Macedonia. Olimpia queda embarazada, pero las sospechas de Filipo se disipan gracias a un halcón marino mágico que Nectanebo le envía en sueños. De este embarazo nace Alejandro, pero al crecer mata a Nectanebo, quien revela ser el padre de Alejandro al morir. Alejandro empieza a ser educado por Aristóteles y compite en los Juegos Olímpicos.
Después de la muerte de Filipo, Alejandro comienza sus campañas en Asia, aunque la historia está escrita de manera confusa con respecto al orden y la ubicación de las campañas. Una vez que llega a Egipto, un oráculo del dios Amón le indica dónde ir para crear la ciudad que se convertirá en Alejandría. La marcha hacia Asia continúa y Alejandro conquista Tiro. Comienza a intercambiar cartas con el emperador persa Darío III, aunque la historia se adentra a partir de entonces en más campañas en Grecia. La marcha persa se reanuda y finalmente Alejandro conquista a los persas. Se casa con Roxana, la hija de Darío, y escribe cartas a Olimpia describiendo todo lo que vio y sus aventuras durante sus conquistas, incluido su errar por la Tierra de las Tinieblas, la búsqueda del Agua de la Vida y otras.
Luego, procede a conquistar la India, desde donde escribe cartas a Aristóteles, aunque también recibe un presagio sobre su muerte inminente en este momento. Visita los templos del sol y la luna, y convierte a las amazonas en sus súbditas. Durante su regreso, cuando llega a Babilonia, se encuentra con el hijo de Antípatro (la figura que gobierna Macedonia en lugar de Alejandro durante los viajes de este último) que fue enviado a envenenar a Alejandro. La conspiración tiene éxito y Alejandro comienza a morir, aunque nombra a los gobernantes que controlarán las provincias de su imperio después de su partida antes de sucumbir finalmente al veneno. Ptolomeo I Sóter recibe su cuerpo en la ciudad egipcia de Menfis, donde los sacerdotes ordenan que sea enviado a Alejandría, la ciudad más grande que había construido durante su marcha. La obra concluye con una lista de todas las ciudades que fundó Alejandro.
En los romances posteriores, sin embargo, predominaron los prodigios y las anécdotas exóticas, que eclipsaron gradualmente la personalidad histórica. Se completaron episodios menores del original, a menudo mediante «cartas» supuestamente escritas por Alejandro o enviadas a Alejandro, y una leyenda independiente sobre su captura de los pueblos salvajes de Gog y Magog se incorporó a varios textos de muchas versiones vernáculas. Se incluyó un relato de las leyendas de Alejandro en una traducción del inglés antiguo del siglo IX de la historia del mundo de Paulo Orosio. En el siglo XI apareció un romance de Alejandro en irlandés medio, y hacia 1100, el Annolied del alto alemán medio . Durante el siglo XII, Alejandro apareció como modelo de caballería en una sucesión de grandes poemas, empezando por el Roman d'Alexandre de Albéric de Briançon. Esta obra inspiró el Alexanderlied del poeta alemán Lamprecht der Pfaffe. Un poeta anglonormando, Thomas de Kent, escribió el Roman de toute chevalerie hacia finales del siglo XII, y hacia 1275 fue remodelado para convertirse en el romance del Rey Alisaunder en inglés medio. En el siglo XIV comenzaron a aparecer romances de Alejandro en italiano, seguidos de cerca por versiones en sueco, danés, escocés y (un poco antes) en lenguas eslavas.

Las versiones orientales de la legendaria carrera de Alejandro prestaron mucha atención al episodio de Gog y Magog, y una versión de esta historia se incluyó en el corán, según la cual, cierto pueblo aterrorizado por Gog y Magog (en árabe, يَأْجُوجُ وَمَأْجُوجُ, Yājūj y Mājūj) indujo a Zū al-Karnayn (una figura identificada por algunos como Alejandro) a construir entre ellos un gran muro que ninguno pudiera escalar o penetrar (sura 18:94-97), atrapando a ambos entre dos montañas hasta justo antes del Juicio Final (Sura 18:98-100, Sura 21:96). Los árabes, ampliando versiones sirias de la leyenda, las transmitieron a los numerosos pueblos con los que entraron en contacto. A través de ellos, los poetas persas, especialmente Neẓāmī en el siglo XII, en su Iskandarnameh, dieron nueva forma a las historias.

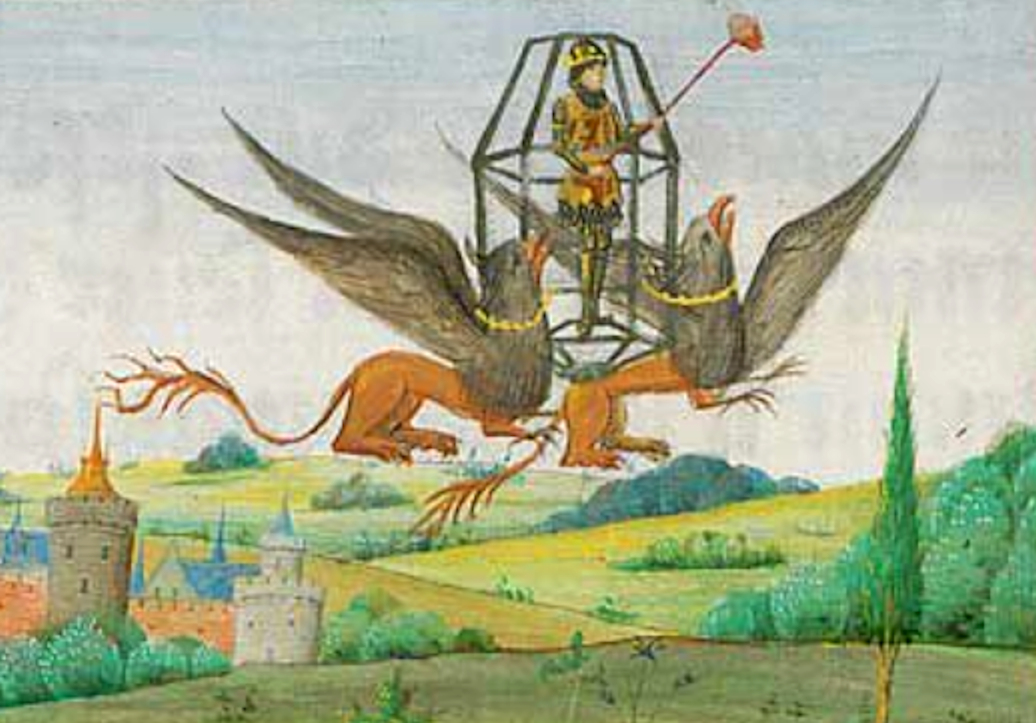
"Alejandro conquistando el aire". En Les faits et conquêtes d'Alexandre le Grand.

## El romance en inglés
El romance de Alejandro ganó una gran popularidad en la Inglaterra medieval. Se menciona incluso en los Cuentos de Canterbury de Chaucer, donde el monje pide disculpas a los lectores por tratar un tema tan conocido. Sin embargo, contrariamente a la leyenda autóctona del Rey Arturo y todas las obras relacionadas con la materia de Bretaña, el romance de Alejandro no se limita a la historia y la cultura de la Europa occidental, ni es una historia que se desarrolle en la Edad Media. Hay al menos cinco versiones del romance en inglés medio que hayan llegado hasta nuestros días, y la mayoría solo a través de fragmentos. 